# Michael Galitzen
Michael Riley Galitzen, detto Mickey Riley, (Los Angeles, 6 settembre 1909 – Hollywood, 9 giugno 1959), è stato un tuffatore statunitense.
Ha rappresentato gli Stati Uniti ai Giochi olimpici di Amsterdam 1928 e Los Angeles 1932 vincendo una medaglia d'oro, due d'argento ed una di bronzo. Nel 1977 è stato inserito nella International Swimming Hall of Fame.

## Palmarès
- Giochi olimpici

Amsterdam 1928: argento nel trampolino 3 m; bronzo nella piattaforma 10 m
Los Angeles 1932: oro nel trampolino 3 m; argento nella piattaforma 10 m